# دوكويدا
دوكويدا(بالإنجليزية: Dokkoida?!) سلسلة يابانية كوميدية من الروايات الخفيفة تحكي مغامرات فتى يُدعى سوزو ساكورازاكي. استعانت فتاة فضائية صغيرة تُدعى تانبو بسوزو لتجربة بدلة تجريبية جديدة طورتها شركة الألعاب بين المجرات التي تعمل لديها. وافق سوزو على المهمة لأنه بلا عمل ويحتاج إلى المال لدفع الإيجار. تمنحه البدلة قوى خارقة يستخدمها لمحاربة الأشرار وأفراد الشركات المنافسة في عالم الألعاب بين المجرات.
كتب الروايات تارو أشي، وأعدّ الرسوم التوضيحية يو ياغامي. حول المؤلفان الروايات إلى سلسلة مانغا مكوّنة من ثلاثة مجلدات تحمل الاسم نفسه، ونشرتها دار نشر دنجيكي بونكو اليابانية المتخصصة. أنتج المؤلفان أيضًا سلسلة أنمي أخرجها هيتويوكي ماتسوي وتاكوا نوناكا، وأنتجتها شركة يوفوتيبل، وعرضتها شبكة البث مينيتشي برودكاستنغ سيستم اليابانية.
رخصت شركة جينون إنترتينمنت الأنمي لتوزيعه في أمريكا الشمالية، ورخصت دار نشر دي سي كوميكس المانغا داخل أمريكا الشمالية تحت العلامة التجارية سي إم إكس، بينما لم تُرخص الروايات الخفيفة الأصلية للتوزيع خارج اليابان. حاليًا تمتلك شركة سينتاي فيلمووركس حقوق بث الأنمي، وتعرضه منصة البث الرقمي هايديف.
تتكون الحلقات من ثلاثة أجزاء رئيسية، وتغطي مغامرات سوزو ضد الأشرار والشركات المنافسة، مع تقديم مواقف كوميدية وتعليمية في عالم الألعاب بين المجرات.